# Srbobran (općina)
Općina Srbobran je jedna od općina u Republici Srbiji. Nalazi se u AP Vojvodini i spada u Južnobački okrug. Po podacima iz 2004. općina zauzima površinu od 284 km² (od čega na poljoprivrednu površinu otpada 26.460 ha, a na šumske 14 ha). 
Središte općine je grad Srbobran. Općina Srbobran se sastoji od 3 naselja. Po podacima iz 2002. godine u općini je živjelo 16.268 stanovnika, a prirodni prirast je iznosio -6,9 %. Po podacima iz 2004. broj zaposlenih u općini iznosi 3.329 ljudi. U općini se nalaze 4 osnovne i 1 srednja škola.
Općina Srbobran je raskrižje puteva u poljoprivrednom području s trgovinom, ugostiteljstvom i industrijskim pogonima. Na području kanala i poljoprivrednom zemljištu razvijen je lov i ribolov. U selu Turija održava se tradicionalna turistička manifestacija „Kobasicijada“.

## Naseljena mjesta
- Nadalj
- Srbobran
- Turija

## Etnički sastav
- Srbi - 11.963 (67%)
- Mađari - 3.920 (21,95%)
- Jugoslaveni - 462 (2,58%)
- Romi - 361 (2,02%)
- ostali

Sva tri naseljena mjesta u općini imaju većinsko srpsko stanovništvo.

## Poznate osobe
- Aleksandar Katai, nogometaš